# Костёл Девы Марии Розария (Радунь)
Костёл Девы Марии Розария (бел. Касцёл Маці Божай Ружанцовай) — католический храм в посёлке Радунь, Гродненская область, Белоруссия. Относится к Радуньскому деканату Гродненского диоцеза. Памятник архитектуры, построен в 1929—1933 годах в стиле модерн.

## История
Католический приход в Радуни основан в 1538 году. Тогда же был построен первый деревянный костёл.
В 1929—1933 годах, когда район находился в составе межвоенной Польши на месте старого деревянного храма было возведено современное каменное здание в стиле модерн.
После второй мировой войны костёл не закрывался и продолжал оставаться действующим.
В 1954 г. костел был покрашен внутри, в 1986 г. — снаружи.

## Архитектура
Костёл Девы Марии Розария — трёхнефная двухбашенная базилика с трансептом и пятигранной апсидой. Размеры здания — длина 58 м, высота 48 м, ширина 35 м; нартекс вынесен перед главным фасадом в самостоятельный низкий объем. К элементам неоготики относятся контрфорсы-стенки, круглое витражное оно-«роза» главного фасада, глубокий стрельчатые входной проём, пинакли крыши. Внешняя отделка здания характеризуется сочетанием полихромной бутовой кладки стен и набором побелённых и оштукатуренных элементов архитектурного декора.
В интерьере выделяются алтари, выполненные в технике стукко с элементами рокайльной орнаментики. В храме хранится несколько старинных икон XVIII—XIX веков: «Снятие с креста», «Иосиф с посохом», «Страсти Господни», «Мария Магдалина», «Чудо Георгия о змее», «Вручение Девой Марией розария Святому Доминику».

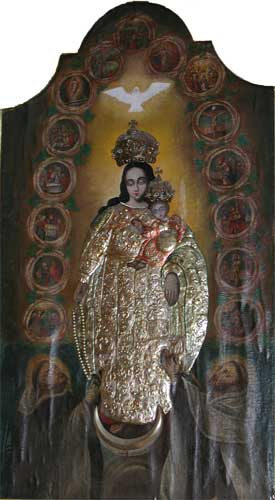
«Вручение Девой Марией розария Святому Доминику». Икона XVIII века